# Basin and Range Province

Ausdehnung der Basin and Range Province

Die Basin and Range Province ist eine sehr weiträumige, maximal über 2700 km ausgedehnte geologische Provinz, die große Teile der südwestlichen Vereinigten Staaten und des nordwestlichen Mexikos umfasst und zu den westlichen Intermontanen Plateaus gehört. Bestimmendes geomorphologisches Element sind die Basin and Ranges (Becken und Höhenzüge), die eine Topografie parallel laufender Horste und Gräben darstellen.

## Ausdehnung

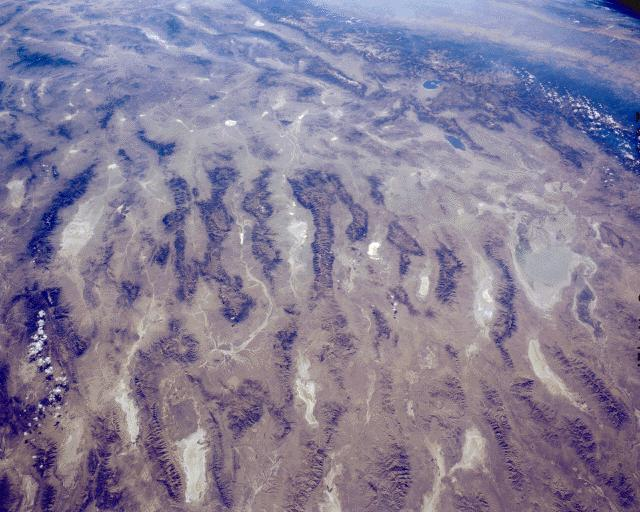
Die Basin and Range Provinz des zentralen Nevada. Walker Lake, Mono Lake und Sierra Nevada am rechten oberen Bildrand

Die Provinz reicht vom Colorado-Plateau aus westwärts bis hin zur Sierra Nevada und umschließt südwärts das nordöstliche Niederkalifornien. Sie erstreckt sich auf US-amerikanischer Seite über Teile der Bundesstaaten Arizona, Idaho, Kalifornien, New Mexico, Oregon, Texas, Utah und praktisch über ganz Nevada (nur ein kleiner Teil des nördlichen Elko County entwässert zum Snake River). Auf mexikanischer Seite weisen die Bundesstaaten Baja California, Sonora und Chihuahua ebenfalls typische Basin and Range-Topografie auf.
Die Längserstreckung beträgt insgesamt 3000 Kilometer, der südlichste Punkt der Provinz liegt unmittelbar nördlich von Mexiko-Stadt, möglicherweise wurde selbst noch Oaxaca betroffen. Die maximale Breitenausdehnung erreicht 1000 Kilometer, die sich jedoch auf dem Breitengrad von Las Vegas auf nur noch 350 Kilometer reduzieren.
Die Sierra Madre Occidental teilt auf mexikanischer Seite die Basin and Range Provinz in zwei Hälften.
Als Großlandschaften zählen das aride Große Becken, die Chihuahua-Wüste und die Sonora-Wüste größtenteils zur Basin and Range Province.

## Geologische Entwicklung

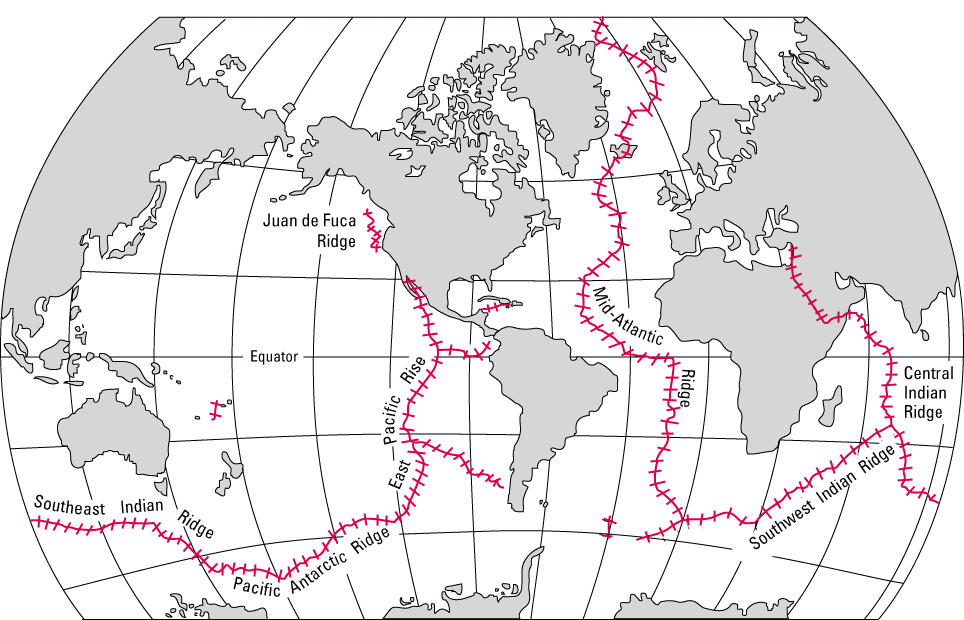
Das fehlende Stück Mittelozeanischer Rücken vor der Westküste der USA war ausschlaggebend für die Extension.

Schematische Darstellung einer Horst- und Grabenstruktur

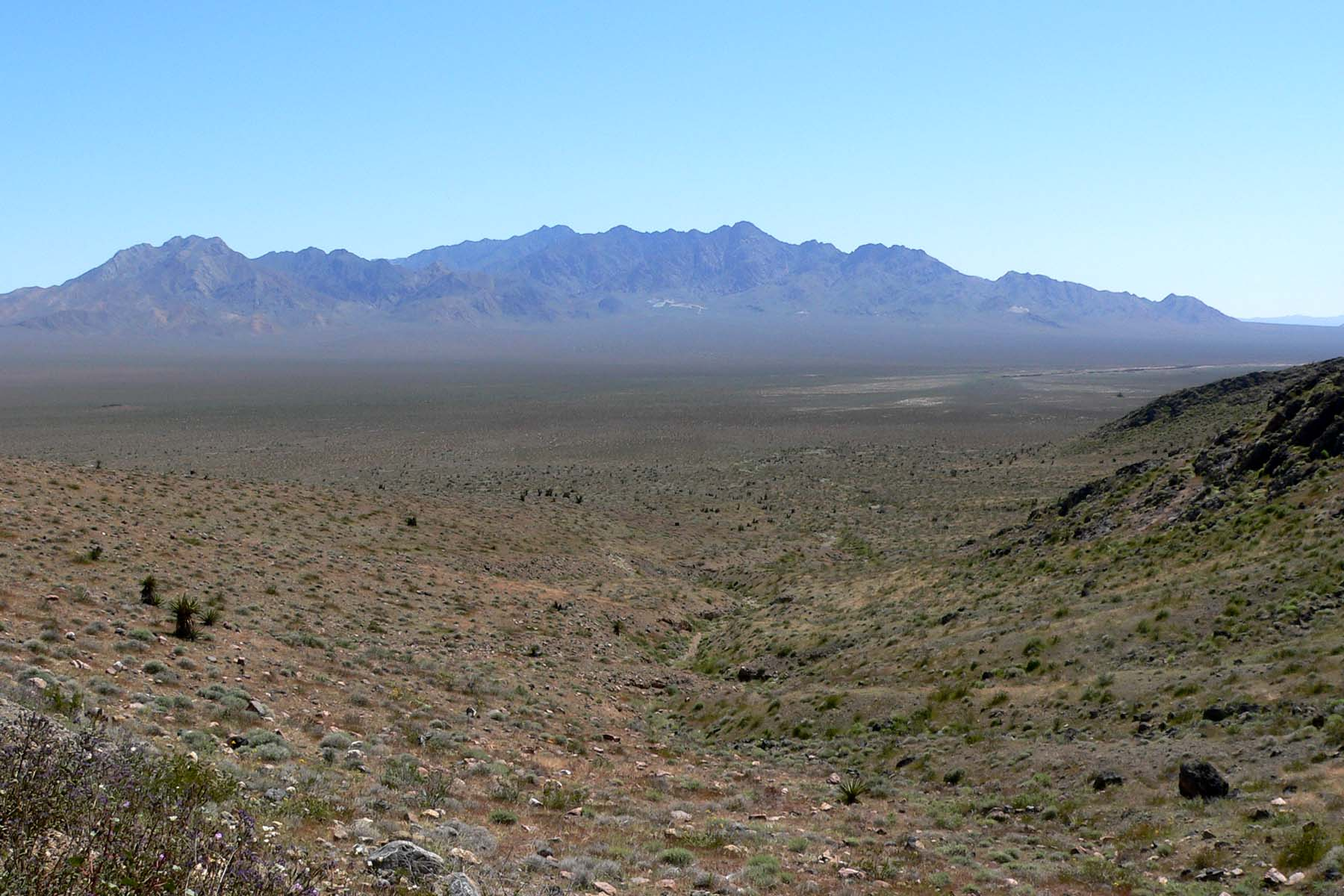
Die Kingston Range in der Mojave-Wüste, Kalifornien

Die Horst- und Grabentopografie der Basin and Range Province resultiert aus einer Krustendehnung. Die Laramische Gebirgsbildung, bei der die Rocky Mountains entstanden, wurde angestoßen, als die Farallon-Platte von Westen unter die Nordamerikanische Platte tauchte und so Druck in West-Ost-Richtung erzeugte. Sie endete vor rund 35 Millionen Jahren, als die Farallon-Platte bis auf kleine Bruchstücke vollständig in der Subduktionszone an der Westküste Nordamerikas subduziert worden war. Als so der laterale Druck auf die Nordamerikanische Platte entfiel, entstand in den bisher komprimierten Gesteinen eine Dehnung. Parallele Höhenzüge wurden an Nord-Süd-streichenden Verwerfungen herausgehoben, gleichzeitig sackten Grabenzonen an denselben Störungen ein. Auf diese Weise entstand ein Bruchschollengebirge mit einem Muster aus sich abwechselnden, geradlinigen Höhenrücken (ranges) und Beckenlandschaften (basins).
Bereits ab 35 Millionen Jahren BP (Oberes Eozän, Priabonium) begannen erste flachliegende Störungen mit dem Dehnungsprozess der tektonisch verdickten Kruste und es bildeten sich metamorphe Kernkomplexe (Aufwölbungen der metamorphen Unterkruste). Die eigentliche Krustendehnung setzte jedoch erst um 16 Millionen Jahren BP ein (Miozän, Langhium), Dehnungsrichtung war Ostnordost. Ab dem Oberen Miozän (Tortonium) vor acht Millionen Jahren BP erfolgte mit einer Richtungsänderung im Uhrzeigersinn nach Ostsüdost eine zweite Phase im Dehnungsprozess, und es änderte sich auch der tektonische Stil. Steilstehende Verwerfungen überprägten die bisherigen Strukturen, und es entstand die aktuelle Horst- und Grabenstruktur.
Tatsache ist, dass sich die Kruste bis zu 100 Prozent in ihrer ursprünglichen Breitendimension ausgedehnt hat und jetzt unterhalb der Basin and Range Province einen der dünnsten Krustenbereiche weltweit darstellt.

### Bodenschätze
Aus der Basin and Range Province stammen beinahe sämtliches Kupfer sowie ein Großteil der Gold-, Silber- und Barytproduktion der Vereinigten Staaten. In Nevada wird sogar etwas Erdöl gefördert.